# Carson's
Carson Pirie Scott & Co. (ook bekend als Carson's) is een Amerikaans warenhuis dat in 1854 werd opgericht en uitgroeide tot een warenhuisketen met meer dan 50 vestigingen, voornamelijk in het Middenwesten van de Verenigde Staten. In 2006 werd het bedrijf verkocht aan de holdingmaatschappij van The Bon-Ton, maar bleef onder zijn eigen naam Carson's opereren. De gehele The Bon-Ton-winkelketen, inclusief Carson's, ging in 2018 failliet, waarna alle winkels werden gesloten.

## Geschiedenis
Samuel Carson en John Thomas Pirie werkten in de winkel van Murray's in Peru, Illinois. In 1854 openden zij hun eigen winkel in LaSalle en daarna een in Amboy. In 1871 verwoestte de grote brand van Chicago 60% van de voorraad van de winkel. 
John Edwin Scott had een textielwinkel in Ottawa, Illinois. Later verhuisde hij naar Chicago en werd in 1890 de eerste partner van Carson en Pirie in de textielwinkel die daarna bekend werd als Carson Pirie Scott & Co. Twee van Scotts zonen, Robert L. en Frederick H., waren partner van het warenhuisbedrijf.

### Vlaggenschipwinkel in Chicago
De vlaggenschipwinkel aan State Street in Downtown Chicago Loop staat nog steeds bekend als het Carson, Pirie, Scott and Company Building. De architect Louis Sullivan ontwierp het pand oorspronkelijk voor het warenhuis Schlesinger & Mayer, dat het in de loop der jaren verder uitbreidde. Toen het warenhuis in 1904 failliet ging, werd het gebouw aan Carson Pirie Scott verkocht. Het zou 114 jaar lang de vlaggenschipwinkel van Carson's blijven, tot de sluiting van de keten als gevolg van het faillissement in 2018. 

### Jaren 1960-1980
In 1961 breidde Carson Pirie Scott & Co. enorm uit in Illinois met de aankoop van de 20 vestigingen tellende warenhuisketen Block & Kuhl uit Peoria. Om haar activiteiten te diversifiëren, leende Carson Pirie Scott & Co. in 1980 een bedrag van $ 108 miljoen om Dobbs Houses, Inc. over te nemen. Dit was een luchtvaartcateraar en tevens eigenaar van de restaurantketens Toddle House en Steak 'n Egg Kitchen. De restaurantketens werden, evenals de kledingketen County Seat in 1988 verkocht.  
In 1989 werd Carson Pirie Scott & Co. overgenomen door P.A. Bergner & Co. (opgericht in Peoria), die de ketens Bergner's, Charles V. Weise, Myers Brothers en Boston Store exploiteerde.
| Jaar | Beschrijving |
| ---- | --- |
| 1961 | Block & Kuhl-winkels krijgen nieuwe naam Carson Pirie Scott                                                                                         |
| 1987 | - Carson Pirie Scott koopt Donaldson's - Donaldson's wordt omgedoopt tot Carson Pirie Scott                                                         |
| 1989 | Carson Pirie Scott wordt overgenomen door P.A. Bergner & Co. die de ketens Bergner's, Charles V. Weise, Myers Brothers en Boston Store exploiteerde |
| 1998 | Proffitt's Inc., nu Saks Incorporated, koopt P.A. Bergner & Co.                                                                                     |
| 2005 | Saks verkoopt Carson Pirie Scott, evenals Bergner's, Younkers, Boston Store en Herberger's aan The Bon-Ton Stores                                   |
| 2018 | The Bon-Ton liquideert zijn warenhuizen |

### Het faillissement van Bergner's
In 1991 vroeg P.A. Bergner & Co. uitstel van betaling aan. Toen het bedrijf in 1993 uit het faillissement kwam, werd het een beursgenoteerd bedrijf op de NASDAQ en veranderde de bedrijfsnaam in Carson Pirie Scott & Co. Een jaar later begon het bedrijf te handelen op de NYSE onder het symbool CRP.

### Overname door Proffitt's/Saks
In 1998 was Carson Pirie Scott & Co. in handen van Proffitt's, Inc. (later omgedoopt tot Saks Incorporated vanwege de overname van Saks Fifth Avenue). De ketens Carson Pirie Scott, Bergner's en Boston Store, samen met de merknamen Younkers en Herberger, gingen uiteindelijk verder als Saks' Northern Department Store Group (NDSG), gevestigd in Milwaukee, Wisconsin. Eind 2005 werd de groep echter te koop aangeboden, omdat Saks Incorporated zich weer voornamelijk wilde richten op de belangrijkste Saks Fifth Avenue-winkels.

### Verkoop aan The Bon-Ton en sluiting van de winkel

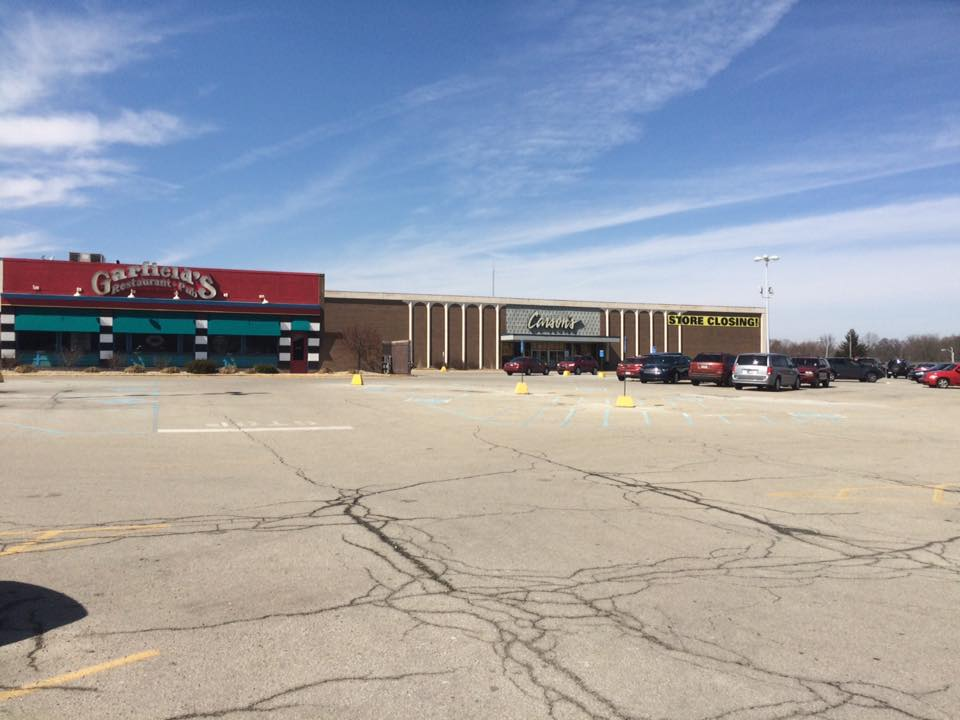
Een Carson's-winkel in Mounds Mall in Anderson, Indiana tijdens de uitverkoop in 2018.

Carson's en de bijbehorende winkels werden onderdeel van The Bon-Ton Stores Inc. in een deal van $ 1,1 miljard, die op 6 maart 2006 werd afgerond. De merchandising- en marketingbasis van de groep bleef in Milwaukee.
The Bon-Ton bouwde in 2011 en 2012 de Elder-Beerman-winkels in Indiana en Michigan om naar de nieuwe, verkorte naam Carson's. De keten breidde zich in 2013 uit naar de regio Detroit met de verbouwing van drie Parisian-winkels.
The Bon-Ton maakte op 17 april 2018 bekend dat het bedrijf zijn activiteiten zou staken en dat het zou beginnen met de liquidatie van alle 267 winkels, nadat twee liquidatoren, Great American Group en Tiger Capital Group, een veiling voor het bedrijf hadden gewonnen. De waarde van het bod werd geschat op $ 775,5 miljoen. Dit omvatte alle overgebleven Carson's-winkels na 164 jaar van bestaan. Volgens de nationale retailverslaggever Mitch Nolen sloten de winkels binnen 10 tot 12 weken. 

### Heropening
Het intellectuele eigendom van The Bon-Ton, inclusief dat van Carson, werd snel na het faillissement verkocht aan CSC Generation, waarna de onlinewinkel werd heropend. De nieuwe eigenaren, gevestigd in Merrillville, Indiana, waren ook bezig met het onderzoeken van de mogelijkheid om nieuwe winkels te openen. Op 29 oktober 2018, onder de nieuwe eigenaar en met dezelfde bedrijfs- en winkelnamen, werd aangekondigd dat The Bon-Ton op 24 november een Carson's-winkel zou openen in Evergreen Park, Illinois. Dit was een van de eerste fysieke winkels van The Bon-Ton die heropende. The Bon-Ton kondigde ook plannen aan om fysieke Carson-winkels te openen in Bloomingdale, Lombard en Orland Park. De enige locatie waar de werkzaamheden weer werden hervat, was Evergreen Park. In Orland Park en Lombard heeft het bedrijf nooit verdere stappen gezet. De locatie in Evergreen Park werd in oktober 2020 gesloten als gevolg van de COVID-19-pandemie. Anno 2024 heeft Carson's geen fysieke winkels en bestaat het alleen als online retailer. Vanaf november 2021 bereidt Carsons website zich voor op een nieuwe lancering door BrandX, dat ook de handelsmerken van Stage Store heeft overgenomen.

## Logo's
|  | Logo van Carson Pirie Scott, gebruikt tussen 1946 en 1978. |
|  | Het Carson Pirie Scott-logo werd gebruikt van 1978 tot de verkoop van het bedrijf aan Bergner's in 1989. Het doosontwerp en het achtervoegsel "& Co." werden in 1986 geschrapt. Deze latere variant van het logo was tot het einde van het bedrijf nog steeds te vinden op oudere winkelreclameborden. |
|  | Het definitieve logo van Carson Pirie Scott voordat de naam werd ingekort en de rode insignes en het lettertype van Bergner's werden overgenomen. |